# Sylvia Mathews Burwell
Sylvia Mary Mathews Burwell (Hinton, 23 giugno 1965) è una politica e dirigente d'azienda statunitense, segretaria della salute e dei servizi umani durante la presidenza Obama dal 2014 al 2017.

## Biografia
Nata nella Virginia Occidentale in una famiglia di origini greche, dopo gli studi ad Harvard la Mathews entrò nell'ambiente politico schierandosi con il Partito Democratico.
Negli anni novanta lavorò per il National Economic Council, fu collaboratrice di alcuni politici e dal 1997 al 1998 fu membro dell'amministrazione Clinton in qualità di vice-capo di gabinetto della Casa Bianca. Successivamente trovò lavoro nel mondo degli affari e per molti anni fu una dei dirigenti della Fondazione Bill & Melinda Gates, finché nel 2012 venne nominata presidente della Walmart.
Nel 2013 Barack Obama la nominò direttrice dell'Ufficio per la gestione e il bilancio, poi poco più di un anno dopo avanzò la sua candidatura alla carica di Segretario della salute e dei servizi umani, in sostituzione di Kathleen Sebelius.